# .500 S&W Magnum
Le .500 S&W Magnum est une munition pour revolver de très gros calibre, développée par Smith & Wesson et présentée le 9 janvier 2003.
C'est alors la plus puissante munition pour arme de poing de série. Seules quelques armes sont chambrées dans ce calibre, parmi lesquelles  le S&W Modèle 500, le Magnum Research BFR ou le Taurus Raging Bull.

## Balistique
- Calibre : 12,7 mm x 41 mm
- Masse de la balle : de 21 g (325 grains) à 45 g (700 grains)
- Vitesse à la bouche : 550 m/s
- Énergie à la bouche : 3901 J